# Евский, Александр Иванович
Александр Иванович Евский (11 (23) ноября 1842 — 10 (23) сентября 1913, Киев, Российская империя) — генерал-майор, общественный деятель, участник киевского монархического движения, председатель Киевского союза русских рабочих с ноября 1908 по сентябрь 1913 года.

## Биография
Сын помещика Ивана Ивановича Евского (1813—?) и Дарьи Ивановны Аристовой (ум.1850), правнук князя Ивана Ивановича Одоевского.
В 1860 году окончил московский Александринский сиротский кадетский корпус и был произведён в прапорщики и назначен в 6-ю сводную резервную артиллерийскую бригаду. В 1863 году переведён в 4-ю сводную артиллерийскую бригаду, а через три года прикомандирован к Николаевской инженерной академии в Санкт-Петербурге. В 1868—1876 годах состоял на службе в Николаевской крепостной артиллерии, откуда был переведён воспитателем в Владимирскую Киевскую военную гимназию. Затем служил в 10-й резервной артиллерийской бригаде, в 1881 году назначен командиром сводного кавалерийского и стрелкового отделения летучего артиллерийского парка Киевского военного округа. В 1894 году за отличие по службе произведён в полковники и назначен командиром дивизиона 34-й артиллерийской бригады. 11 ноября 1901 года был уволен от службы с производством в генерал-майоры, с мундиром и с пенсией.
После отставки Евский стал активным деятелем киевского национально-монархического движения. Состоял членом правления Общества кассы жертв долга и казначеем Общества повсеместной помощи нижним чинам и семьям пострадавших в русско-японскую войну. Член Киевского русского собрания (КРС), член-учредитель Киевского клуба русских националистов. Был делегатом 3-го Всероссийского съезда русских людей в Киеве с 1 по 7 октября 1906 года, на котором был избран на ответственную должность секретаря съезда, а через полгода в качестве исполняющего обязанности председателя КРС участвовал в работе 4-го Всероссийского съезда русских людей в Москве с 26 апреля по 1 мая 1907 года, затем как делегат от КРС присутствовал на Западно-русском съезде. С ноября 1908 по 1913 год Евский состоял председателем главного совета Киевского союза русских рабочих.

Александр Иванович Евский скончался от миокардита 10 (23) сентября 1913 года. Отпевание и погребение состоялось на Лукьяновском кладбище, где основатель КСРР К. И. Цитович произнёс речь в присутствии протоиерея Г. Я. Прозорова, представителей КСРР и солдат 165-го пехотного Луцкого полка. 